# Seán Ó Riada
Seán Ó Riada (nascut l'1 d'agost de 1931 i mort el 3 d'octubre de 1971), fou un compositor i líder musical, i potser el més influent en el renaixement de la música tradicional irlandesa dels 60, a través de la seva participació en Ceoltóirí Chualann, amb les seues composicions, les seues lletres i actuacions.